# Phaeochrous camerunensis
Phaeochrous camerunensis är en skalbaggsart som beskrevs av Gilbert John Arrow 1909. Phaeochrous camerunensis ingår i släktet Phaeochrous och familjen Hybosoridae. Inga underarter finns listade i Catalogue of Life.